# Ваза с олеандрами (картина Ван Гога)
«Ваза с олеандрами» (англ. Vase with Oleanders) — картина Ван Гога, написанная художником в 1888 году. Местонахождение картины неизвестно, возможно, была уничтожена во время Второй мировой войны.

## История
Где находится натюрморт «Ваза с олеандрами» неизвестно. Существует теория или, возможно, легенда, что картина была украдена в 1944 году во время Второй мировой войны.
До 1940 года картина находилась в коллекции галереи Бернем-Жён в Париже. Галерея Бернем-Жён, принадлежавшая французской еврейской семье, сыграла важную роль в маркетинге картин импрессионистов и постимпрессионистов в Париже. В 1901 году Александр Бернем (1839—1915) с помощью своих сыновей, Джосса (1870—1941) и Гастона (1870—1953), организовал первую важную выставку картин Винсента Ван Гога в Париже с помощью искусствоведа Жюльена Леклерк, а в 1906 году его семья во главе с Джоссом и Гастоном открыла свою галерею, специализирующуюся на современном искусстве.
В 1940 году, почувствовав, что еврейское происхождение семьи станет мишенью нацистского режима во время Второй мировой войны, семья Бернем-Жён упаковала около 30 картин импрессионистов и постимпрессионистов, которые были в их коллекции, и перевезла их на сохранение в Дордонь в замок Растиньяк, принадлежавший друзьям семьи. Их опасения оправдались: в 1941 году галерея Бернем-Жён была отобрана нацистами, картины конфискованы, а их здания проданы.
30 марта 1944 года отступавшие войска СС попытались уничтожить замок Растиньяк в качестве акта возмездия против Движения Сопротивления, поскольку владельцы имели британские связи, а сам замок был смоделирован с американского Белого дома. Из замка было вывезено пять грузовиков, а сам он был подожжён. Картины, хранившиеся здесь, возможно, были взяты или уничтожены. Как бы то ни было,  с тех пор их след пропал.